# 大屿八角
大屿八角（学名：Illicium angustisepalum）又名闽皖八角，是五味子科八角属的植物，為小型常綠喬木，生長於常綠闊葉林中。中国特有物种，已知华南如广东、广西、福建、安徽至甘肃等地皆有分布。目前尚未由人工引种栽培。
模式標本於1905年2月15日採自香港鳳凰山，1947年定名。曾以为是大嶼山特有种，分布在大嶼山的大東山和鳳凰山，大嶼八角亦以遷地保育方式遷種於城門標本林。在福建，本种生长于海拔1,100米至1,850米的地区，多生长在沟谷两侧或溪边林缘。